# Assemblea nazionale costituente tedesca
L’Assemblea nazionale costituente tedesca (in lingua tedesca Verfassunggebende Deutsche Nationalversammlung), più nota come Assemblea nazionale di Weimar (Weimarer Nationalversammlung) fu la convenzione costituzionale e il parlamento de facto della Germania dal 6 febbraio 1919 al 6 giugno 1920. Si riunì a Weimar, in Turingia, ed è questo il motivo per cui questo periodo della storia tedesca divenne noto come Repubblica di Weimar.
L'assemblea elaborò la nuova costituzione che rimase in vigore dal 1919 al 1933, rimanendo tecnicamente in vigore fino alla fine del dominio nazista nel 1945.

## Antefatti
Con la fine della prima guerra mondiale e l'inizio della rivoluzione di novembre, il cancelliere Massimiliano di Baden annunciò l'abdicazione dell'imperatore tedesco Guglielmo II, il 9 novembre 1918, e nominò Friedrich Ebert come suo successore nella qualità di Cancelliere. Il Consiglio dei Commissari del Popolo, un governo provvisorio composto da tre delegati del Partito socialdemocratico (SPD) e tre dal Partito socialdemocratico indipendente (USPD), assunse il potere esecutivo il giorno seguente e chiese che, da 16 al 21 dicembre, si riunisse a Berlino un Congresso Nazionale di Consigli. Questo Reichsrätekongress stabilì le elezioni di un'assemblea nazionale per il 19 gennaio 1919.

## Elezioni

Composizione dell'Assemblea nazionale

Le elezioni per l'Assemblea nazionale del 19 gennaio 1919 furono le prime elezioni in Germania dopo l'introduzione del suffragio femminile. Inoltre, l'età legale per il voto era stata ridotta da 25 a 20 anni. Queste due modifiche fecero aumentare il numero degli elettori di circa 20 milioni. Il tasso di affluenza alle urne fu dell'83%, un valore leggermente inferiore rispetto alle ultime elezioni del Reichstag del 1912, ma un'affluenza assoluta molto maggiore a causa del suffragio allargato. Tra le donne l'affluenza fu del 90%.
La Bavarian Peasants League (BB), il Partito tedesco di Hannover (DHP), lo Schleswig-Holsteinische Bauern- und Landarbeiterdemokratie (SHBLD) e il Brunswick Election-Union (BLWV) ottennero ciascuno meno dell'uno percento dei voti. Il Partito Comunista, fondato nel dicembre 1918, boicottò le elezioni. Sebbene SPD e USPD erano stati strumentali all'introduzione del suffragio femminile, la maggior parte delle donne votò per il DDP e il DNVP (nelle zone protestanti del paese) o per il centro o BVP (nelle zone cattoliche). Ai partiti venne assegnato un numero di seggi proporzionale al numero di voti ricevuti. Su un totale di 416 parlamentari, solo 37 erano donne. La cosiddetta "coalizione di Weimar" di SPD, Partiti di centro e DDP ottenne la maggioranza assoluta dei seggi.

## Istituzione

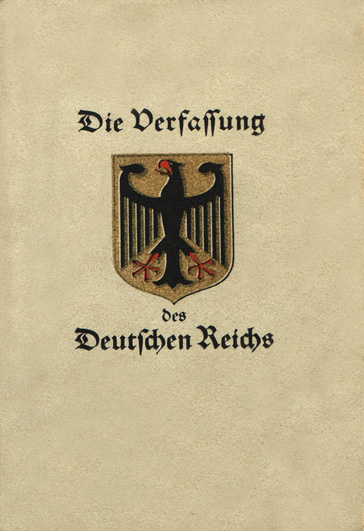
Copertina della Costituzione di Weimar

L'Assemblea nazionale si riunì a Weimar per diversi motivi: i politici volevano evitare le continue lotte nella capitale Berlino, e il leader dell'SPD Friedrich Ebert voleva ricordare agli alleati vittoriosi della prima guerra mondiale, che all'epoca stavano deliberando un trattato di pace, il classicismo di Weimar, che includeva artisti del calibro di Goethe e Schiller.

## Scioglimento
Il 21 maggio 1920 l'Assemblea nazionale venne sciolta. Dopo le prime elezioni basate sulla nuova costituzione, avvenute il 6 giugno 1920, il Reichstag assunse il ruolo di Assemblea nazionale.

## Cronologia degli eventi
- 6 febbraio 1919 - Friedrich Ebert, in qualità di presidente del Consiglio dei deputati popolari, aprì la prima sessione del Nationalversammlung
- 10 febbraio 1919 - Con i voti contrari dell'USPD l'assemblea approvò il Gesetz über die vorläufige Reichsgewalt (legge sul potere temporaneo nel Reich). Indicava l'assemblea stessa come legislativa e istituiva la funzione di Reichspräsident (Presidente della Repubblica), che doveva essere responsabile degli "affari del governo del Reich". Venne creata un'assemblea dei singoli stati (Staatenausschuss)
- 11 febbraio 1919 - Friedrich Ebert venne eletto Reichspräsident provvisorio e chiese a Philipp Scheidemann di formare un governo e di assumere l'incarico di Reichsministerpräsident
- 13 febbraio 1919 - la coalizione di Weimar formò un governo (Kabinett Scheidemann) basato sulla coalizione di Weimar
- 14 febbraio 1919 - Constantin Fehrenbach (Partito di Centro) venne eletto presidente dell'Assemblea nazionale
- 18 febbraio 1919 - lo Staatenausschuß decise che i colori nero-rosso-oro sarebbero stati i colori nazionali
- 27 febbraio 1919 - l'assemblea approvò il Gesetz über die Bildung einer Vorläufigen Reichswehr che istituì un esercito provvisorio in conformità con i termini dell'armistizio. Nel 1921, le forze armate dovevano essere trasformate in un esercito di professionisti senza coscritti. Il numero delle truppe di terra doveva essere ridotto da 800.000 a 100.000
- 4 marzo 1919 - l'assemblea approvò l'Übergangsgesetz che chiarì la posizione giuridica delle leggi imperiali e di quelle approvate dal Consiglio dei deputati popolari
- 12 maggio 1919 - l'Assemblea nazionale si riunì per una manifestazione di protesta contro il trattato di Versailles, che Scheidemann definì "inaccettabile"
- 20/21 giugno 1919 - il governo di Scheidemann si dimise, il giorno dopo Gustav Bauer (SPD) formò un nuovo governo
- 22 giugno 1919 - con l'approvazione dell'assemblea, il nuovo governo si dichiarò pronto ad accettare il Trattato qualora venisse meno l'ammissione dell'unica responsabilità tedesca per la guerra
- 3 luglio 1919 - l'assemblea accettò i nuovi colori nazionali
- 7 luglio 1919 - Il ministro delle finanze Matthias Erzberger (Partito di centro) presentò le sue riforme fiscali tra cui l'introduzione della prima imposta tedesca sul reddito e la condivisione degli oneri fiscali
- 9 luglio 1919 - l'assemblea ratificò il trattato di Versailles e gli statuti normativi sull'Occupazione della Renania militare della Renania
- 31 luglio 1919 - l'assemblea approvò la Costituzione di Weimar sulla base di un progetto del delegato del DDP Hugo Preuss con 262 delegati che votavano a favore e 75 (USPD, DNVP e DVP) contro
- 11 agosto 1919 - il Reichspräsident Ebert firmò la costituzione che entrò in vigore il 14 agosto 1919. Questa fu la riunione finale dell'assemblea a Weimar.
- 30 settembre 1919 - prima riunione dell'assemblea a Berlino dopo che la legge e l'ordine erano stati considerati restaurati nella capitale
- 17 dicembre 1919 - l'assemblea approvò il Reichsnotopfergesetz che chiedeva una tassa patrimoniale una tantum per pagare il debito nazionale
- 18 gennaio 1920 - l'assemblea approvò la legge sui consigli dei lavoratori (Betriebsrätegesetz)
- 13 marzo 1920 - l'assemblea lasciò Berlino a seguito del Putsch di Kapp e tornò da Stoccarda sette giorni dopo
- 25/26 marzo 1920 - il governo del cancelliere Gustav Bauer si dimise, il giorno successivo il presidente Ebert chiese a Hermann Müller (SPD) di formare un nuovo governo
- 8 maggio 1920 - entrò in vigore la Gesetz zur Befriedung der Gebäude des Reichstags und der Landtage, che istituiva una zona di sicurezza attorno agli edifici parlamentari in cui non erano ammesse manifestazioni
- 12 maggio 1920 - entrò in vigore il Reichslichtspielgesetz, che costituiva la base per la censura cinematografica
- 20 maggio 1920 - sostenuta dall'SPD la maggior parte dell'assemblea invitò il governo a porre fine allo stato di emergenza in tutta la Germania, ma il governo rifiutò.[1][3][4][5]
- 21 maggio 1920 - scioglimento

## Presidenti dell'Assemblea nazionale di Weimar
| Nome                  | Partito                   | Inizio mandato   | Fine mandato     |
| --------------------- | ------------------------- | ---------------- | ---------------- |
| Eduard David          | SPD                       | 7 febbraio 1919  | 13 febbraio 1919 |
| Conrad Haussmann      |                           | 13 febbraio 1919 | 14 febbraio 1919 |
| Konstantin Fehrenbach | Partito di Centro Tedesco | 14 febbraio 1919 | 21 giugno 1920   |